# Aulikki Rautawaara
Aulikki Rautawaara (Vassa, 2 maggio 1906 – Helsinki, 29 dicembre 1990) è stata un soprano finlandese, noto soprattutto come interprete dell'opera di Mozart, Edvard Grieg e Jean Sibelius, che nel 1945 le dedicò l'Hymni Thaisille.

## Biografia
Figlia del direttore d'orchestra Gustav Wäinö Rautavaara e della moglie Wenny Johanna von Essen, studiò canto a Copenaghen, Helsinki e Berlino. Esordì nel 1932 sulle scene della capitale finlandese e nel 1934 fu la Contessa de Le nozze di Figaro in occasione della prima rappresentazione assoluta del Festival di Glyndebourne, dove tornò a cantare annualmente fino al 1939, alternando al ruolo della contessa quello di Pamina ne Il flauto magico.
Nel 1937 esordì al Festival di Salisburgo, sempre nel ruolo della Contessa (diretta da Bruno Walter) e le sue apparizioni a livello internazionale annoverano rappresentazioni a Berlino, Vienna, Monaco, Stoccolma e Venezia.
Dopo il primo matrimonio con Reino Palmroth, fu sposata in seconde nozze con Gunnar Fredrik Aminoff dal 1934 al 1954. Successivamente si risposò nel 1954 con il compositore Erik Bergman, ma il matrimonio terminò con il divorzio due anni più tardi.

## Discografia parziale
- Le nozze di Figaro, con Willi Domgraf-Fassbaender, Audrey Mildmay, Aulikki Rautawaara, Luise Helletsgruber, Roy Henderson, Italo Tajo, dir. Fritz Busch - HMV 1934/35
- Le nozze di Figaro, con Mariano Stabile, Aulikki Rautawaara, Esther Réthy, Ezio Pinza, Jarmila Novotnà, Giuseppe Nessi; dir Bruno Walter. Arkadia 50004, 1937 (registrazione dal vivo)